# Argyractis
Argyractis är ett släkte av fjärilar. Argyractis ingår i familjen Crambidae.

## Bildgalleri

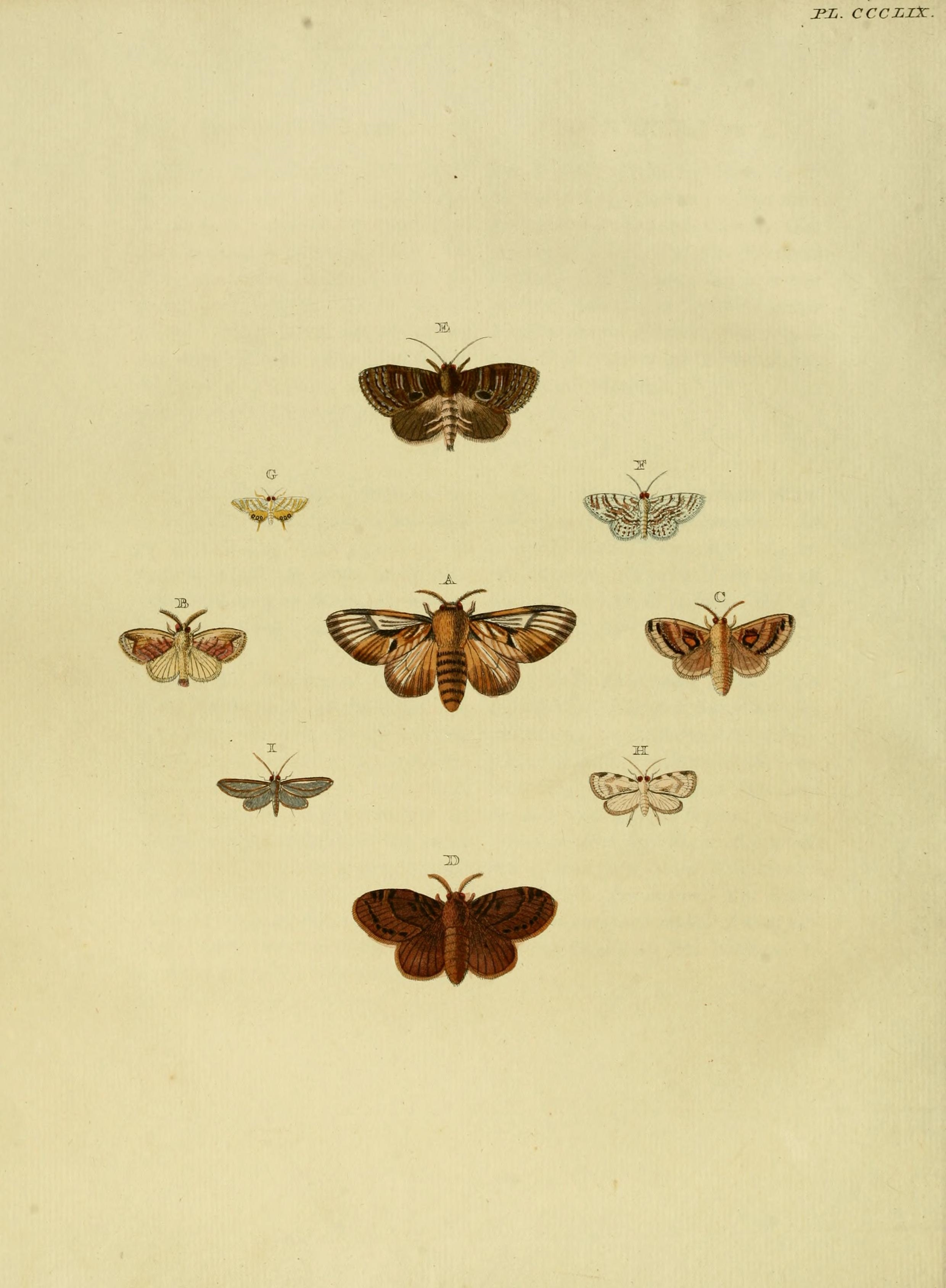

## Dottertaxa tillArgyractis, i alfabetisk ordning[1]
- Argyractis accra
- Argyractis aealis
- Argyractis aeglesalis
- Argyractis aengusalis
- Argyractis albibasalis
- Argyractis albipunctalis
- Argyractis albulalis
- Argyractis alemundalis
- Argyractis ambahonalis
- Argyractis amethystina
- Argyractis argentilinealis
- Argyractis argyrolepta
- Argyractis argyrophora
- Argyractis aroalis
- Argyractis axis
- Argyractis aztecalis
- Argyractis bedealis
- Argyractis benezetalis
- Argyractis berthalis
- Argyractis bruneosuffusa
- Argyractis caesoalis
- Argyractis cancellalis
- Argyractis capensis
- Argyractis cathanalis
- Argyractis cerrussalis
- Argyractis chalcistis
- Argyractis chejelalis
- Argyractis chrysopalis
- Argyractis climacusalis
- Argyractis coloralis
- Argyractis conallalis
- Argyractis constellalis
- Argyractis cronialis
- Argyractis cuprescens
- Argyractis cyloialis
- Argyractis danaealis
- Argyractis decoralis
- Argyractis dodalis
- Argyractis doriscalis
- Argyractis dorophanes
- Argyractis drumalis
- Argyractis dualalis
- Argyractis endoralis
- Argyractis esperanzalis
- Argyractis euryxantha
- Argyractis flavivittalis
- Argyractis fulvicinctalis
- Argyractis glycysalis
- Argyractis gordianalis
- Argyractis gratalis
- Argyractis hamiferalis
- Argyractis hemilitha
- Argyractis holocycla
- Argyractis iasusalis
- Argyractis inaurata
- Argyractis insulalis
- Argyractis lanceolalis
- Argyractis laurentialis
- Argyractis leucistis
- Argyractis leucostola
- Argyractis leucostrialis
- Argyractis limalis
- Argyractis lithocharis
- Argyractis lithorma
- Argyractis lophosomalis
- Argyractis lucianalis
- Argyractis lulesalis
- Argyractis maguilalis
- Argyractis malcusalis
- Argyractis maronialis
- Argyractis metazonalis
- Argyractis micropalis
- Argyractis mimicalis
- Argyractis multipicta
- Argyractis nandinalis
- Argyractis nigerialis
- Argyractis nigrifusalis
- Argyractis niphoplagialis
- Argyractis nitens
- Argyractis nyasalis
- Argyractis nymphulalis
- Argyractis odoalis
- Argyractis opulentalis
- Argyractis pantheralis
- Argyractis paranalis
- Argyractis parthenodalis
- Argyractis parvissimalis
- Argyractis paulalis
- Argyractis pavionalis
- Argyractis pentopalis
- Argyractis peraltalis
- Argyractis periopis
- Argyractis pervenustalis
- Argyractis phaeopastalis
- Argyractis phoedralis
- Argyractis phoxopteralis
- Argyractis premalis
- Argyractis productalis
- Argyractis psalmoidalis
- Argyractis puralis
- Argyractis pyropalis
- Argyractis rinconadalis
- Argyractis samealis
- Argyractis schistopalis
- Argyractis schwarzalis
- Argyractis scioxantha
- Argyractis serapionalis
- Argyractis sphragidacma
- Argyractis subornata
- Argyractis supercilialis
- Argyractis tamanalis
- Argyractis tapajosalis
- Argyractis terranea
- Argyractis tessimalis
- Argyractis tetropalis
- Argyractis ticonalis
- Argyractis trespasalis
- Argyractis triopalis
- Argyractis tristalis
- Argyractis ulfridalis
- Argyractis valstanalis
- Argyractis volcanalis
- Argyractis zamoralis